# 't Schulten Hues
t Schulten Hues was een restaurant in Zutphen, Nederland. Het restaurant heeft sinds 2005 een Michelinster.
In 2002 openden Peter Gast en Jacqueline van Liere het restaurant 't Schulten Hues aan het Houtmarkt in Zutphen. In 2007 verhuisde het restaurant naar de huidige locatie, een Rijksmonument aan het ‘s Gravenhof, naast de Sint Walburgiskerk. Het pand deed eerder onder andere dienst als gymnasium, politiebureau en ROC.
Het restaurant sloot op 1 juli 2018 omdat de eigenaren een nieuwe uitdaging aan willen gaan in Amsterdam. Gast en Van Lieren openden vervolgens Graphite In Amsterdam.